# 丸元淑生
丸元 淑生（まるもと よしお、1934年2月5日 - 2008年3月6日）は、作家、料理研究家。

## 人物・来歴
大分県生まれ。旧制の福岡中学校から、新制の福岡県立福岡高等学校に進み、卒業。東京大学文学部仏文科卒。大学在学中に出版書肆パトリアを創設し、演劇書や島尾敏雄『地の果て』を出すが、1年で倒産、1957年株式会社パトリア書店を創設、刊行した土門拳の写真集『筑豊のこどもたち』が話題になるも、会社は倒産。
1958年『女性自身』創刊以来フリーライターとして執筆、村上進の筆名で『週刊新潮』に「黒い報告書」も書いた。1965年、『週刊女性』に社外から編集長に抜擢され、松村栄の筆名で読者の悩みに応える「わが愛の悩み」を書いたりして低迷していた部数を盛り返す。1973年新雑誌設立で退任。健康雑誌などの編集長を経て作家に。
1978年「秋月へ」で第80回芥川賞候補。1979年「鳥はうたって残る」で第81回直木賞候補。1980年、「羽ばたき」で第83回芥川賞候補、「遠い朝」で第84回芥川賞候補。
『丸元淑生のシステム料理学』で自身の健康のために栄養によく廉価な料理の方法について書き、以後もっぱら栄養の点から見た料理の研究家として著書多数。
2008年3月6日、食道がんで死去、74歳。

## 著書
- 『鳥はうたって残る』文藝春秋 1979
- 『秋月へ』中央公論社 1980 のち文庫
- 『丸元淑生のシステム料理学 男と女のクッキング8章』文春文庫（オリジナル） 1982
- 『いま、家庭料理をとりもどすには』中央公論社 1985 のち文庫
- 『丸元淑生のスーパーヘルス 老化を遅らせる食べ物と食事法』新潮社 1985
- 『図解豊かさの栄養学』新潮文庫 1986
- 『おいしく治そう 栄養療法の権威が答える病気・症状別健康ハンドブック』文藝春秋 1986 のち文庫
- 『システム自炊法 シングル・ライフの健康は、こう守る』中央公論社 1987 のち文庫
- 『丸元淑生のクック・ブック』文藝春秋 1987 のち文庫
- 『サンフランシスコがいちばん美しいとき スーパーガイド西海岸の旅』（編）文春文庫 1988
- 『悪い食事とよい食事』新潮文庫 1989
- 『地方色』文藝春秋 1990
- 『男と女の基本料理100』読売新聞社 1990
- 『三十歳からの食事学 不健康長寿をなくす』広済堂出版 1991
- 『図解豊かさの栄養学』2-3 丸元康生共著 新潮文庫 1991-92
- 『生命の鎖』飛鳥新社 1992 「何を食べるべきか」講談社
- 『銀杏とサメと賢い食事 誰もが知っていたいスーパーヘルスの21章』新潮社 1993 「新・丸元淑生のスーパーヘルス」として新潮文庫
- 『丸元淑生のシンプル料理 最新栄養学に基づいた健康人のクッキング』講談社 1993
- 『新家庭料理』正続 中公文庫ビジュアル版 1994
- 『丸元淑生のシンプル料理 2』講談社 1995
- 『キッチン・バイブル 料理革命を起こす「台所の道具」』講談社 1996
- 『2001年の子どもが危ないシリーズ 1』フレーベル館 1996
- 『ヘルシー・クッキング 夏秋篇』中公文庫 1996
- 『ヘルシー・クッキング 春冬篇』中公文庫 1997
- 『たたかわないダイエット 正しく食べて、しっかり痩せよう』マガジンハウス 1997　のち講談社+α文庫
- 『スープ・ブック』講談社 1999
- 『楽しもう一人料理』(丸元淑生のからだにやさしい料理ブック)講談社 1999
- 『ファミリー料理』講談社 1999
- 『家庭の魚料理』講談社 1999
- 『よい食事のヒント 最新食品学と67のヘルシー・レシピ』新潮選書 2003
- 『短命の食事長命の食事 ファイトケミカルが健康寿命を伸ばす』ワニブックス 2007

### 翻訳
- T・S・エリオット『詩の三つの声』国文社 1956
- アール・ミンデル、リチャード・パスウォーター『グッド・ヘルス・ガイド』小学館 1984
- ジーン・カーパー『食べるクスリ 平凡な食品に秘められた薬効』飛鳥新社 1991
- アール・ミンデル『ビタミン・バイブル』小学館 1993
- ジーン・カーパー『最新食事で治す本 ガン編』飛鳥新社 1994 (『食べるクスリ』シリーズ） のちハルキ文庫
- ジーン・カーパー『食べるクスリ 3』飛鳥新社 1995　のちハルキ文庫
- マイケル・オッペンハイム『マンズ・ヘルス・バイブル』小学館 1997
- ジーン・カーパー『奇跡の食品』角川春樹事務所 1998　のち文庫
- ジーン・カーパー『奇跡の脳をつくる食事とサプリメント』角川春樹事務所 2002